# Umberto Pettinicchio
Umberto Pettinicchio, född 1943 i Torremaggiore, är en italiensk målare. 